# 朱秩煃
慶康王朱秩煃（1415年—1469年），明朝第二代慶王，靖王朱㮵的第四子，因母亲汤氏是次妃的缘故作为嫡子被立为世子。他在正統四年（1439年）襲封慶王。他在位三十年。成化五年（1469年）朱秩煃去世，兩年後其子朱邃𡓱嗣位。

## 妻妾
王妃趙氏，寧夏左屯衛指輝僉事趙璧之女

## 子
1. 慶懷王 朱邃𡓱
2. 慶莊王 朱邃塀
3. 弘農安僖王 朱邃㙉
4. 朱邃塙
5. 朱邃墢
6. 豐林溫僖王 朱邃㙂

| 前任者： 父靖王朱㮵 | 明慶國國王 1439年－1469年 | 繼任： 子懷王朱邃𡓱 |

## 備註
1. ↑  《大明宪宗纯皇帝实录卷之二百十一》：“礼部言：靖王子康王秩煃虽云第四，系嫡出，真宁庄惠王秩荧虽居长，乃庶出，当时一日同受封爵，及各子承袭已定。”